# Barford St. John
Barford St. John – wieś w Anglii, w hrabstwie Oxfordshire, w dystrykcie Cherwell. Leży 29 km na północ od Oksfordu i 102 km na północny zachód od Londynu.